# Oosik

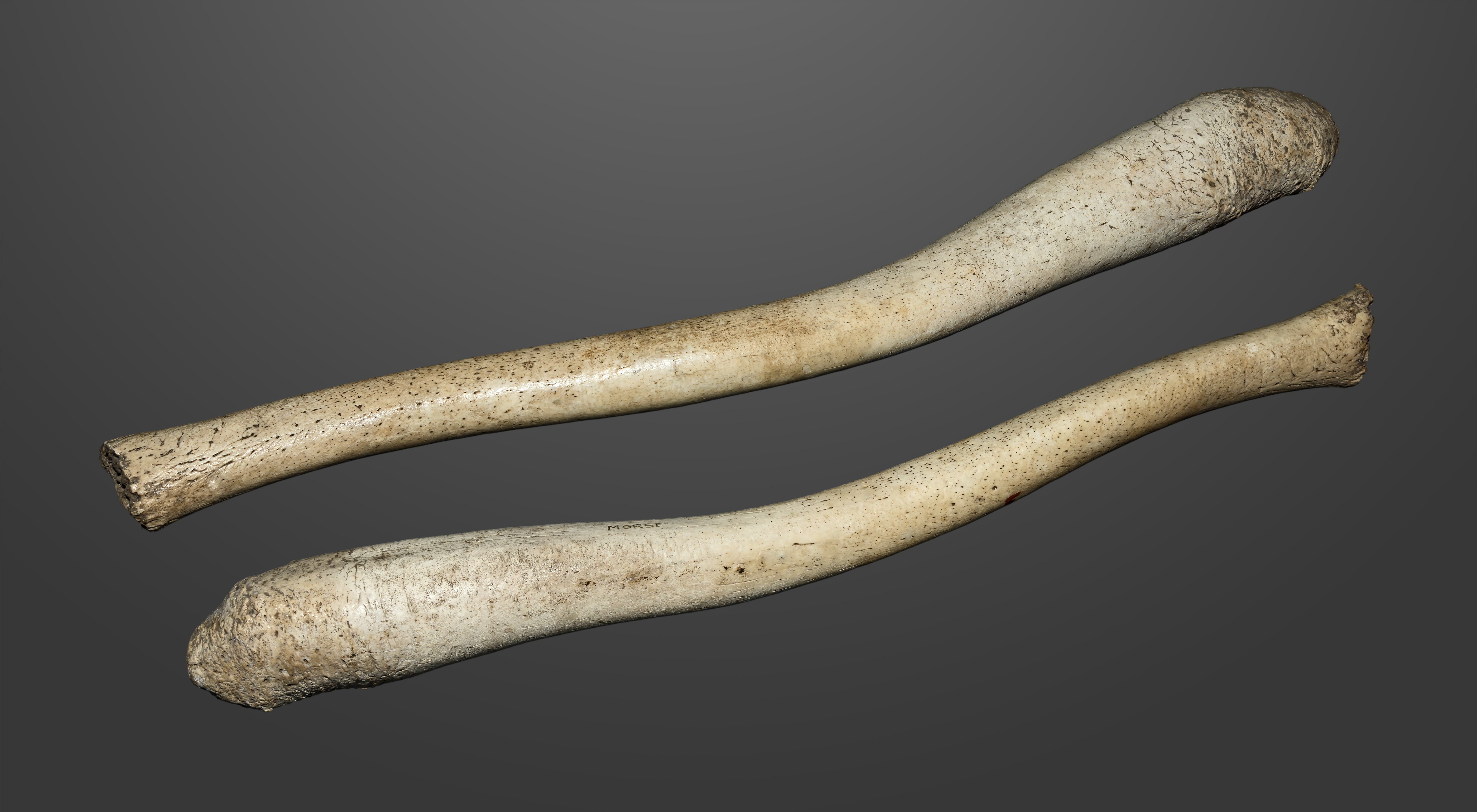
Baculum de morse.

Oosik est un terme utilisé en Alaska pour décrire l'os pénien des phoques et des morses. Pouvant atteindre chez le morse 60 cm, ils sont polis pour être utilisés comme poignée des couteaux et autres outils. Il n'est pas rare qu'ils soient vendus aux touristes comme souvenirs par les habitants naturels, seuls encore autorisés à chasser le phoque.